# Haiti na Letních olympijských hrách 1900
Haiti se účastnilo Letní olympiády 1900 ve francouzské Paříži. Zastupovali ho 2 muži v šermu.